# SS Bremerhaven (1921)

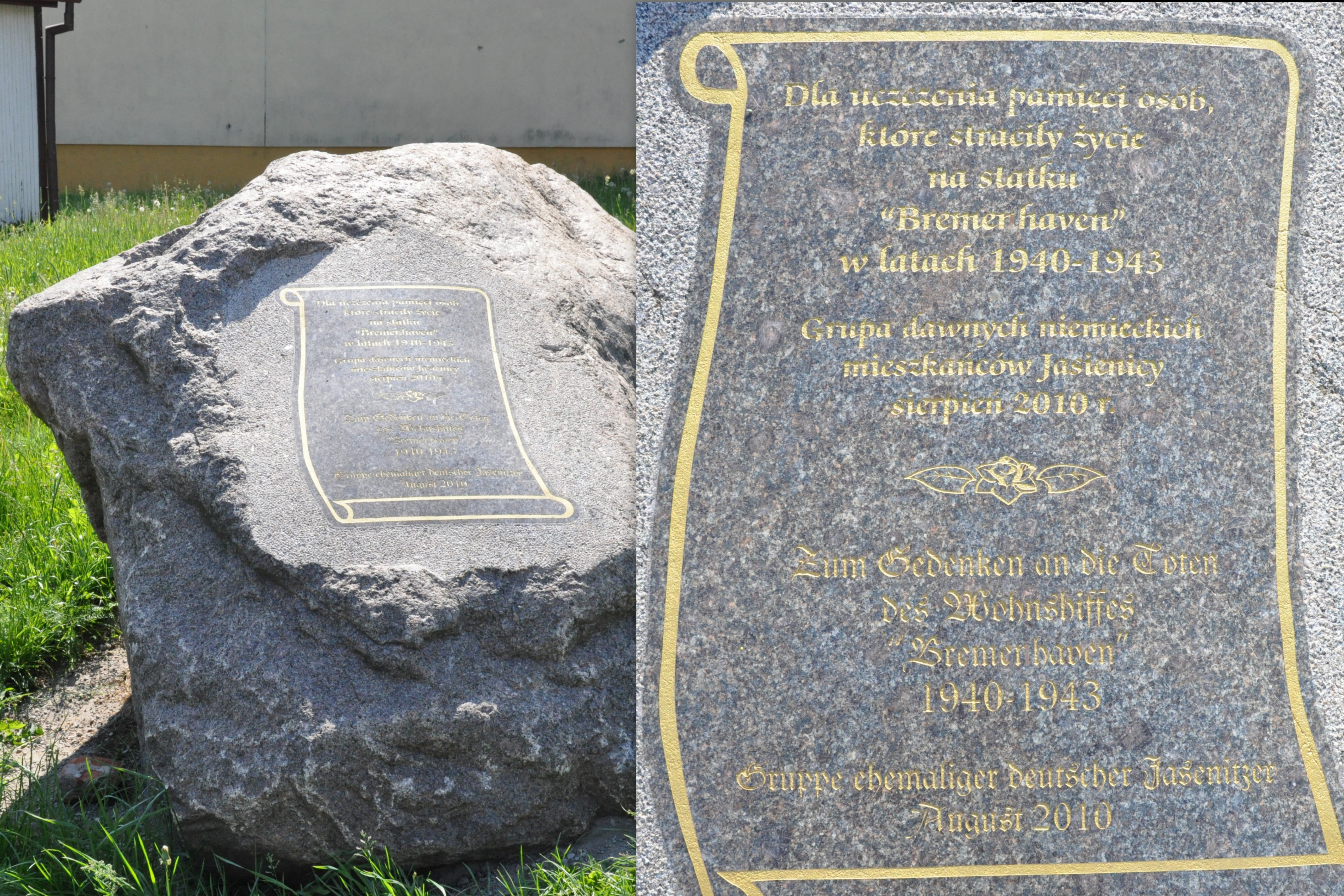
Obelisk (tablica) obok placu Bolesława Chrobrego w Policach

SS Bremerhaven – statek handlowy, w czasie II wojny światowej przycumowany do brzegów wyspy Polickie Łąki, ok. 2 km na wschód od centrum Polic i zamieniony w więzienie – niemiecki obóz pracy.

## Historia
SS „Bremerhaven” został ukończony w 1921 roku w Belfaście w Wielkiej Brytanii (stocznia Workman Clark and Company Ltd) jako statek handlowy. Niedługo po zwodowaniu statek znalazł się w niemieckim towarzystwie żeglugowym Union Handels-und Schiffahrtsgeselschaft w Bremie. Na początku II wojny światowej zamieniony w statek szpitalny marynarki wojennej III Rzeszy, od października 1939 roku używany jako zastępcze lokum dla polskich jeńców wojennych, a od zimy 1939/1940 jednostkę ustawiono na jednym z kanałów portu szczecińskiego jako pomieszczenie dla polskich przymusowych robotników portu i stoczni. 19 marca 1940 roku statek został oficjalnie przekształcony w Wohnschiff (tj. statek mieszkalny), lecz prawdziwym jego przeznaczeniem było to, że stał się obozem karnym, gdzie zsyłani byli ludzie pracujący w fabryce benzyny syntetycznej w Policach. Został przeholowany na Odrę i zacumowany na odnodze tej rzeki o nazwie Domiąża. Jego komendantem został Oskar Pust a zastępcą Walter Schaffenberg. Pierwszymi więźniami, którzy znaleźli się na przeholowanym na odnogę Odry statku, byli przymusowi polscy robotnicy z miast przyłączonych do terenów III Rzeszy, między innymi z Torunia, Łodzi, Poznania i innych. W późniejszym okresie istnienia obozu znajdowali się na nim nie tylko polscy więźniowie, lecz trafiały tam również osoby między innymi z: ZSRR, Czech, Francji. Na statku jako więzień znalazł się też jeden mężczyzna z Hiszpanii. Pierwszą ofiarą na SS „Bremerhaven” był Stanisław Wasilewski z miejscowości Zgierz, który nie rozumiejąc wydanego mu w języku niemieckim rozkazu, zaczął być bity przez swych oprawców i chcąc tego uniknąć, wyskoczył za burtę statku. Wachmani widząc to, zaczęli strzelać do mężczyzny, który został kilkakrotnie trafiony i utonął.
Jesienią 1943 roku obóz na statku SS „Bremerhaven” został zlikwidowany. Jako powód uważa się zbyt dużą śmiertelność wśród więźniów oraz straty jakie poniosło Kriegsmarine, co wiązało się z zapotrzebowaniem na nowe statki. Jego załoga tj. komendant obozu Oskar Pust, jego zastępca Walter Schaffenberg, wachman Richard Raschke, jak i reszta załogi została przydzielona na stanowiska do innych obozów lub przeniesiona na front wschodni. Statek został poddany za pomocą Cyklonu B deratyzacji, fumigacji i dezynfekcji, a następnie oddany został do stoczni remontowej w Szczecinie, gdzie był przystosowywany do ponownej żeglugi. 
Od stycznia 1944 roku statek służył jako jednostka transportowa i ewakuacyjna, którą przez Morze Bałtyckie w kierunku zachodnim uciekali z ziem wschodnich niemieccy żołnierze, ludność cywilna oraz hitlerowscy dygnitarze. 29 października 1944 roku SS  „Bremerhaven” wraz z konwojem i eskortującymi go statkami wypłynął z Windawy do Gdyni, mając na pokładzie 3270 osób (1515 rannych i 156 zdrowych żołnierzy, 200 esesmanów, 511 członków Organizacji Todta oraz 680 cywilów). 30 października 1944 roku o godzinie 9:32 konwój został zaatakowany przez pięć radzieckich samolotów szturmowych Ił-2. Mimo obrony SS, „Bremerhaven” został trafiony dwiema bombami w luk rufowej ładowni, po czym stanął w ogniu. Mimo prób gaszenia nie dało się opanować pożaru. Z płonącego pokładu SS „Bremerhaven” udało się uratować około 2795 osób, które dopłynęły do miejsca docelowego na statkach wezwanych na pomoc. 31 października o godzinie 7:30 w odległości 30 mil od Helu statek przechylił się na burtę i zatonął z około 470 osobami na pokładzie, z których większość zginęła w wywołanym wybuchami bomb pożarze.

### Podział obozu karnego na SS „Bremerhaven”
- zwykły obóz karny (wyższe pokłady statku)
- specjalny obóz karny (znajdował się on na samym dnie w dziobowej części statku)

## Statek

### Historia statku
- 1921–1939: transportowiec owoców i warzyw
- wrzesień 1939 – luty 1940: statek szpitalny marynarki wojennej III Rzeszy (nie odbył ani jednego rejsu jako statek szpitalny) i lokum zastępcze dla polskich jeńców wojennych i polskich pracowników portu i stoczni
- marzec 1940 – jesień 1943: obóz karny
- styczeń 1944 – październik 1944: transportowiec i jednostka ewakuacyjna Kriegsmarine kursująca na Morzu Bałtyckim

### Dane
- Nazwa: pierwotna Reventazon, później SS Bremerhaven
- Wymiary: długość: około 122 metry, szerokość: 16 metrów
- Pojemność: 5355 BRT
- Max. prędkość: około 13 węzłów
- Silnik: maszyna parowa potrójnego rozprężania o sile 4000 KM
- Data założenia obozu: 19 marca 1940
- Likwidacja obozu: 1943
- Lokalizacja obozu: jeden z kanałów portu szczecińskiego-polickiego, Odra (Domiąża)
- Komendant: Oskar Pust
- Zastępca komendanta: Walter Schaffenberg
- Więźniowie: Polacy, Rosjanie, Czesi, Francuzi